# Ботин, Ана
А́на Патрисия Боти́н-Санс де Саутуола О’Ши (исп. Ana Patricia Botín-Sanz de Sautuola O’Shea; род. 4 октября 1960 года, Сантандер) — испанский банкир, председатель совета директоров финансово-кредитной группы Santander.

## Биография
Окончила факультет экономики колледжа Брин-Мор в Филадельфии и магистратуру в Гарвардском университете. В 1981—1988 годах работала в банке JP Morgan, затем переехала в Испанию и стала работать в банке Santander.
В июле 2013 года вошла в состав совета директоров компании Coca Cola. Работала генеральным директором британского филиала Santander, а в 2014 году, после смерти отца Эмилио Ботина, была избрана председателем совета директоров компании.

## Рейтинги
В 2011 году заняла 77-е место в списке самых влиятельных женщин по версии Forbes.
В 2013 году — третье место среди самых влиятельных женщин Великобритании по версии BBC.
В 2015 году — 16 место в списке самых влиятельных людей мира по версии Bloomberg.

## Личная жизнь
В 1983 году Ботин вышла замуж за банкира Гильермо Моренеса Мариатеги, сына маркиза Боргетто (исп.), богатого землевладельца.
У них родились трое детей: Фелипе Моренес Ботин, Хавьер Моренес Ботин и Пабло Моренес Ботин.

## Награды
- Дама-командор ордена Британской империи (2015 год, Великобритания)[8]